# 瑙吉尼亚拉德
瑙吉尼亚拉德，是匈牙利巴兰尼亚州所辖的一个村。总面积24.34平方公里，总人口720，人口密度29.6人/平方公里（2011年1月1日）。